# Велики Комори
Велики Комори (фр. Grande Comore), познато и као Њазиђа, су једно од три аутономна острва, која чине државу Комори. На острву живи 316.600 становника по подацим из 2006. године. Главни град је Морони.